# کاوارتزره
کاوارتزره (به ایتالیایی: Cavarzere) یک کومونه در ایتالیا است که در استان ونیز واقع شده‌است.

## خصوصیات
کاوارتزره ۱۴۰٫۴ کیلومترمربع مساحت و ۱۴٬۴۰۴ نفر جمعیت دارد و ۴ متر بالاتر از سطح دریا واقع شده‌است.

## خواهرخوانده
شهرهای کاسینو، Cugnaux، Valinhos و ستیمو تورینزه خواهرخوانده‌های کاوارتزره هستند.